# Aristaea vietnamella
Aristaea eurygramma là một loài bướm đêm thuộc họ Gracillariidae. Nó được tìm thấy ở Việt Nam.